# 大溫斯多夫湖

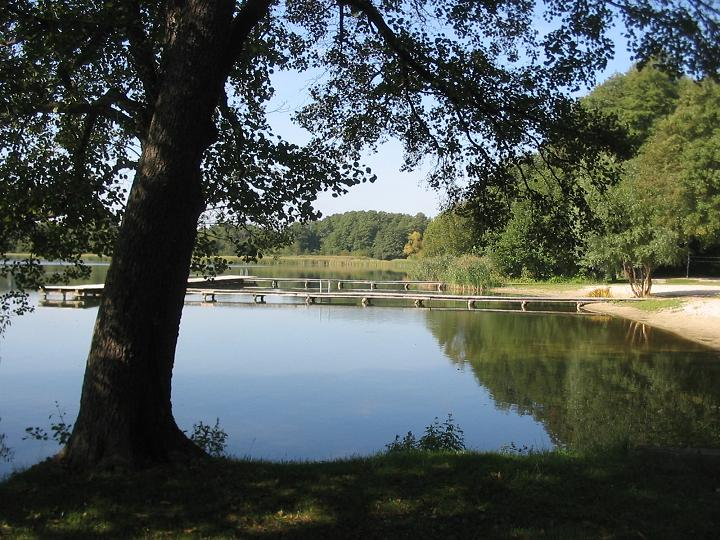

52°09′03″N 13°27′42″E / 52.1507°N 13.4617°E
大溫斯多夫湖（德語：Großer Wünsdorfer See），是德國的湖泊，位於該國西南部，由勃蘭登堡州負責管轄，處於泰爾托-弗萊明縣，長1.8公里、寬1.8公里，面積1.8平方公里，海拔高度39米，平均水深6米，最大水深11米，湖岸線長度6.4公里。